# Мугурдумов Олександр Олександрович
Олександр Олександрович Мугурдумов (нар. 28 березня 1920) — український футбольний арбітр. Суддя всесоюзної категорії (1958), представляв Київ. Провів 59 матчів у вищій лізі як головний суддя (1958—1967).

## Життєпис
Учасник німецько-радянської війни. Нагороджений медалями «За бойові заслуги», «За оборону Сталінграда», «За перемогу над Німеччиною», багатьма ювілейними медалями.
1948 року розпочав арбітраж поєдинків чемпіонату СРСР. 7 травня дебютував як головний арбітр. У тому матчі ашхабадський «Локомотив» програв московському «Динамо». Через декілька днів було вирішено змінити формат першості й результат гри був анульований. З 19 травня 1958 року — суддя всесоюзної категорії. Боковий суддя у двох міжнародних матчах київського «Динамо»: проти збірної Тирани (Албанія) й «Динамо» (Бекеу, Румунія).
Протягом 24 років обслуговував матчі чемпіонату і кубку СРСР. Провів як головний рефері 72 поєдинки, а в 37 матчах був боковим суддею. У вищій лізі як головний суддя ровів 59 офіційних матчів (плюс 1 анульований матч і 34 матчі як суддя на лінії).
Входив до списку найкращих футбольних суддів УРСР: 1959, 1960, 1961, 1963, 1964, 1965, 1969 і 1972. Нагороджений Почесним знаком судді всесоюзної категорії — за 25 років суддівської практики (1973).